# Вильяррика (город, Парагвай)
Вильяррика — университетский город и курорт на юге Парагвая, население насчитывает ок. 55 000 жителей (перепись 2006).
Вильяррика является столицей департамента Гуайра. Город был основан 14 мая 1570 года под названием Villa Rica del Espíritu Santo конкистадором Ruy Díaz de Melgarejo на берегу р. Параны, а в 1682 году он был перенесён на своё нынешнее место. В конце колониального периода город расцвёл и имел почти то же значение, что и Асунсьон, пока не был почти полностью разрушен во время войны. В 1889 году города Вильяррика и Асунсьон были связаны линией железной дороги.

## Известные уроженцы
- Мануэль Ортис Герреро — парагвайский поэт и музыкант.

1. ↑  https://www.datos.gov.py/dataset/nuevo-codigo-postal-del-paraguay